# Ніко Вільямс
Ніко Вільямс (ісп. Nico Williams, нар. 12 липня 2002, Памплона) — іспанський футболіст ганського походження, нападник клубу «Атлетік Більбао» та національної збірної Іспанії.
Молодший брат Іньякі Вільямса, футболіста ганської збірної.

## Клубна кар'єра
Народився 12 липня 2002 року в іспанській Памплоні в родині біженців ганського походження, які перебралися до Гани з Ліберії через громадянську війну в країні, а згодом знайшли притулок в Іспанії. Вихованець академії місцевої «Осасуни», звідки 2013 року перебрався до структури клубу «Атлетік Більбао», в якій роком раніше опинився його старший брат Іньякі.
Швидко пройшов усі щаблі клубної структури баскського клубу — в дорослому футболі починав в сезоні 2019/20 у складі «Басконії» з четвертого дивізіону. Наступного сезону 2020/21 вже грав за «Більбао Атлетік» в Сегунді Б, але того ж сезону дебютував і в офіційних іграх за головну команду «Атлетік Більбао».
За результатами сезону 2021/22 вже мав в активі 40 ігор різних турнірів у її складі, лише 4-ма матчами менше за старшого брата.

## Виступи за збірні
2020 року дебютував у складі юнацької збірної Іспанії (U-18), загалом на юнацькому рівні взяв участь у 4 іграх, відзначившись 2 забитими голами.
З 2021 року залучається до складу молодіжної збірної Іспанії.
У вересні 2022 року дебютував в офіційних матчах у складі національної збірної Іспанії. А згодом 20-річний нападник був включений до її заявки на тогорічну світову першість.

## Статистика виступів

### Статистика клубних виступів
Станом на 18 вересня 2021
| Сезон             | Команда           | Чемпіонат         | Чемпіонат | Чемпіонат | Національний кубок | Національний кубок | Національний кубок | Континентальні кубки | Континентальні кубки | Континентальні кубки | Інші змагання | Інші змагання | Інші змагання | Усього | Усього |
| Сезон             | Команда           | Ліга              | Ігор      | Голів     | Ліга               | Ігор               | Голів              | Ліга                 | Ігор                 | Голів                | Ліга          | Ігор          | Голів         | Ігор   | Голів  |
| ----------------- | ----------------- | ----------------- | --------- | --------- | ------------------ | ------------------ | ------------------ | -------------------- | -------------------- | -------------------- | ------------- | ------------- | ------------- | ------ | ------ |
| 2019–20           | «Басконія»        | ТД                | 4         | 0         |                    | -                  | -                  |                      | -                    | -                    |               | -             | -             | 4      | 0      |
| 2020–21           | «Більбао Атлетік» | СДБ               | 26        | 9         |                    | -                  | -                  |                      | -                    | -                    |               | -             | -             | 26     | 9      |
| 2020–21           | «Атлетік Більбао» | ПД                | 2         | 0         | КІ                 | 0                  | 0                  |                      | -                    | -                    |               | -             | -             | 2      | 0      |
| 2021–22           | «Атлетік Більбао» | ПД                | 5         | 0         | КІ                 | 0                  | 0                  |                      | -                    | -                    |               | -             | -             | 5      | 0      |
| Усього за кар'єру | Усього за кар'єру | Усього за кар'єру | 37        | 9         |                    | 0                  | 0                  |                      | -                    | -                    |               | -             | -             | 37     | 9      |

### Статистика виступів за збірну
Станом на 6 грудня 2022
| Дата       | Місто    | Господарі  | Результат               | Гості      | Турнір                               | Голи | Примітки |
| ---------- | -------- | ---------- | ----------------------- | ---------- | ------------------------------------ | ---- | -------- |
| 24-9-2022  | Сарагоса | Іспанія    | 1 – 2                   | Швейцарія  | Ліга націй УЄФА 2022-2023 - 1-й етап | -    | 63'      |
| 27-9-2022  | Брага    | Португалія | 0 – 1                   | Іспанія    | Ліга націй УЄФА 2022-2023 - 1-й етап | -    | 73'      |
| 17-11-2022 | Амман    | Йорданія   | 1 – 3                   | Іспанія    | товариський матч                     | 1    | 72'      |
| 23-11-2022 | Доха     | Іспанія    | 7 – 0                   | Коста-Рика | ЧС 2022 - груповий етап              | -    | 69'      |
| 27-11-2022 | Ель-Хаур | Іспанія    | 1 – 1                   | Німеччина  | ЧС 2022 - груповий етап              | -    | 66'      |
| 1-12-2022  | Ер-Раян  | Японія     | 2 – 1                   | Іспанія    | ЧС 2022 - груповий етап              | -    | 57'      |
| 6-12-2022  | Ер-Раян  | Марокко    | 0 – 0 д.ч. (3 – 0 п.п.) | Іспанія    | ЧС 2022 - 1/8 фіналу                 | -    | 75' 118' |
| Усього     |          | Матчів     | 7                       |            | Голів                                | 1    |          |

| Дата       | Місто         | Господарі | Результат | Гості             | Турнір                             | Голи | Примітки |
| ---------- | ------------- | --------- | --------- | ----------------- | ---------------------------------- | ---- | -------- |
| 3-9-2021   | Альмендралехо | Іспанія   | 4 – 1     | Росія             | Кваліфікація молодіжного Євро-2023 | -    | 80'      |
| 7-9-2021   | Вільнюс       | Литва     | 0 – 2     | Іспанія           | Кваліфікація молодіжного Євро-2023 | -    | 57'      |
| 8-10-2021  | Севілья       | Іспанія   | 3 – 2     | Словаччина        | Кваліфікація молодіжного Євро-2023 | -    | 46'      |
| 12-10-2021 | Севілья       | Іспанія   | 3 – 0     | Північна Ірландія | Кваліфікація молодіжного Євро-2023 | -    | 57'      |
| 16-11-2021 | Хімки         | Росія     | 1 – 0     | Іспанія           | Кваліфікація молодіжного Євро-2023 | -    | 83'      |
| Усього     |               | Матчів    | 5         |                   | Голів                              | 0    |          |

## Досягнення
«Атлетік» (Більбао)
- Володар Кубка Іспанії: 2023–24[1]

Збірна Іспанії
- Чемпіон Європи: 2024[2]